# Casa forta de Castellar de la Muntanya
La Casa forta de Castellar de la Muntanya és una obra de la Vall de Bianya (Garrotxa) inclosa a l'Inventari del Patrimoni Arquitectònic de Catalunya.

## Descripció
Aquest castell o casal fort, ha estat confós molt sovint pel castell o torre ubicada dalt del Montpetit. Francesc Monsalvatge al parlar "del castillo de Castellar de la Montaña" diu "está situado en la cima de un monte llamado Mont petit". És cert que dalt del Montpetit hi ha les restes d'una antiga torre de guaita però no va ser mai la "turnem de Castellar" dels documents. Aquesta estava situada a poca distància de l'església romànica de Santa Maria de Castellar, dalt d'un puig que li permetia una bona vigilància dels passos importants de la muntanya al pla.
De les restes que han arribat fins a nosaltres se'n pot deduir que la seva estructura era rectangular, com a mínim de dos pisos, i va ser realitzada amb carreus ben tallats, remarcant els cantoners. Va ser durant molts segles la llar familiar dels Podio. Segons l'historiador Ramon Grabolosa aquesta família està documentada des de l'any 1001. Més tard, l'any 1020 el comte de Besalú, Bernat de Tallaferro, en establir el testament sacramental, esmenta "turrem de Castellar" i el llega al seu fill i successor en els territoris, Guillem.